# منتخب ألمانيا لهوكي الحقل للسيدات
منتخب ألمانيا الوطني لهوكي الحقل للسيدات (بالألمانية: Deutsche Hockeynationalmannschaft der Damen)‏ هو ممثل ألمانيا الرسمي في المنافسات الدولية في هوكي الحقل في فئة رياضة نسوية.